# Симеон Варненски и Преславски
Симеон е български духовник. Той е варненски и преславски митрополит от 1872 до 1937 година.

## Биография
Той е роден със светско име Одисей Николов Попов в град Бургас през 1840 година, но произхожда от стар български род от село Факия. Негов по-голям брат е първият кмет на Бургас след Освобождението Нико Попов. По мъжка линия се родее с фамилията на Стефан Караджа, а по женска – с българо-албански род от Арбанаси до Велико Търново. Началното си образование Одисей получава в гръцкото училище в града, тъй като българско не съществува. През 1856 г. той постъпва в патриаршеското богословско училище на остров Халки. Тук под влияние на съучениците му у него се пробужда българското му самосъзнание. След завършване на богословското си образование през 1863 г. приема името Симеон в Хилендарския манастир, където се замонашва.
През 1870 г. той приема духовен сан и става протосингел на Видинския митрополит Антим. След избирането на Антим за български екзарх той отива с него в Цариград, където става екзархийски протосингел. На 21 август 1872 г. е избран и ръкоположен за митрополит на Варненска и Преславска епархия. Митрополит Симеон възглавява своята катедра в продължение на 65 години (1872 – 1937) – случай без прецедент в целия православен свят. Противник е на революционното движение, което определя като „противонародно и вредително“ дело. През 1875 година уведомява османските власти за подготвяно въстание в Шуменско.
Митрополит Симеон не само строи катедралата във Варна (1880 – 1919) и множество храмове в своята епархия, но е инициатор за издаването на „Църковен вестник“ (от 1900 г.) и за синодалния превод на Библията (1925 г.), стои и в основата на развитието на духовното образование в България. Допринася много за духовното развитие на народа и утвърждаването на православната вяра. Постоянен член на Светия синод (1874 – 1913) и негов председател (1888, 1902 – 1905). Участва в уреждане на църковната организация в Княжество България и реформирането на Екзархийския устав.
Подпредседател на Учредителното народно събрание през 1879 година, като е част от групата на 12 консерватори, които отказват да подпишат Търновската конституция. Народен представител е в няколко парламента. Превежда от гръцки език редица извори за българската история като посланията на св. Климент Римски, посланието на Цариградския патриарх св. Фотий до българския княз Борис I (1917), писмата на блаж. Теофилакт Охридски, архиепископ български (1938) и др. От 1881 г. e дописен член, от 1884 г. редовен член на Българското книжовно дружество, а от 1929 г. почетен член на Българската академия на науките. Умира на 23 октомври 1937 г. във Варна, където е и погребан.